# (5251) Bradwood
(5251) Bradwood est un astéroïde de la ceinture principale aréocroiseur.

## Description
(5251) Bradwood est un astéroïde aréocroiseur. Il présente une orbite caractérisée par un demi-grand axe de 2,36 UA, une excentricité de 0,30 et une inclinaison de 22,2° par rapport à l'écliptique.

## Compléments